# Micromus montanus
Micromus montanus is een insect uit de familie van de bruine gaasvliegen (Hemerobiidae), die tot de orde netvleugeligen (Neuroptera) behoort. 
Micromus montanus is voor het eerst wetenschappelijk beschreven door Hagen in 1886.